# Pastorale periode

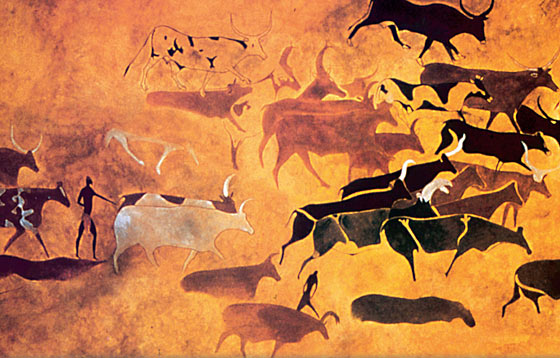
Tassili n'Ajjer, Algerije

De pastorale periode (Engels: Pastoral Period of Cattle Period, Frans: style bovidien) omvat de meest voorkomende stijlperiode van rotstekeningen in de Sahara, zowel geschilderd als gegraveerd, uit de periode van 6.300 tot 700 v.Chr.   
Ze omvat afbeeldingen van jagers, herders en boogschutters, in scènes welke veeteelt en verschillende dieren zoals runderen, schapen, geiten en honden afbeelden.   
De pastorale periode wordt voorafgegaan door de rondkopperiode en gevolgd door de paardenperiode.  

## Oorsprong
De bevolking van de voorafgaande rondkopperiode leefde van jagen, verzamelen van wilde planten, en het houden van klenvee, met name manenschapen.
Tijdens het pastoraal neolithicum arriveerden de eerste nomadische herders die gedomesticeerde runderen meebrachten naar de Centrale Sahara. Deze vonden hun oorsprong in de oostelijke Sahara, waar de oorspronkelijke sub-Saharaanse bevolking beïnvloed werd door veehoeders uit de Levant.

## Periodisering
Algemeen wordt aangenomen dat de pastorale periode-rotstekeningen overeenkomen met pastoraal-neolithische culturen. Archeologisch bewijs voor gedomesticeerde runderen is beperkt voor de vroege pastorale periode (begin van het 6e millennium v.Chr.), neemt toe tot een gevestigde veehouderij-economie voor de midden-pastorale periode (5e millennium v.Chr.), en neemt af in de late periode.
In Wadi al-Ajal bevinden zich tien verspreide archeologische vindplaatsen: negen vindplaatsen uit de vroege pastorale periode en de midden-pastorale periode, en één vindplaats waarschijnlijk uit de pre-pastorale periode. Talrijke gegraveerde pastorale periode-rotstekeningen van dieren kunnen een toename van activiteiten (bijvoorbeeld een toegenomen gebruik van natuurlijke hulpbronnen) onder veehouders in de vroege pastorale periode en de midden-pastorale periode weerspiegelen.
In de midden-pastorale periode kan er sprake zijn geweest van melkveehouderij en veeteelt op weidelanden in het gebied van Wadi al-Ajal, evenals van transhumance tussen de zuidelijke regio van de Messak en Wadi al-Ajal. 
In de late pastorale periode en de eind-pastorale periode (3800 - 1000 v.Chr.) vormde zich op alle gegraveerde rotstekeningen met dieren, waaronder woestijnbestendige dieren (zoals manenschapen en struisvogels), een rood patina, dat onder 33% van de gegraveerde rotstekeningen met dieren in Wadi al-Ajal lag. Door de woestijnvorming kwamen er nieuwe oppervlakken beschikbaar waar rotstekeningen konden worden gemaakt die voorheen niet beschikbaar waren.    

### Vroege periode
De vroege pastorale periode liep van 6300 v.Chr. tot 5400 v.Chr.
Van 6.000 tot 5.500 v.Chr. was het klimaat van de Centrale Sahara droog. Van 4.900 tot 4.400 v.Chr. was het klimaat in de hooglanden en laaglanden van de Centrale Sahara vochtiger. Als gevolg daarvan bereikten de meren in de edeyen van Murzug en Uan Kasa van 4.600 tot 4.500 v.Chr. hun grootste omvang. 
In de Tadrart Acacus werd de periode van de jagers-verzamelaars uit de Late Acacusperiode gevolgd door een droge periode in 6.200 v.Chr., opgevolgd door de aankomst van de vroege pastorale periode-volkeren.   
Gedomesticeerde runderen werden naar de Centrale Sahara gebracht. Deze gaven de mensen de kans om zich sociaal te onderscheiden, een voedseloverschot te ontwikkelen en rijkdom te vergaren. Dit leidde tot de invoering van een veehouderij-economie door sommige jagers-verzamelaars. In ruil daarvoor werd kennis over het gebruik van de vegetatie (bijvoorbeeld Cenchrus, Digitaria) door de jagers-verzamelaars gedeeld met de binnenkomende pastorale volkeren.  
De vroege herdersvolkeren woonden mogelijk in open vlakten om waterbronnen (bijvoorbeeld meren) te bereiken, en woonden tijdens droge seizoenen in bergen met rotsschuilplaatsen. Gebieden die door de vroege pastorale periode volkeren werden bewoond, lieten aardewerk achter dat zich onderscheidde van dat van de late Acacus, en benen werktuigen mogelijk gemaakt van de resten van gedomesticeerd vee.  
Vroege pastorale periode-rotstekeningen worden soms boven eerder samengestelde rondkopperiode-rotstekeningen aangetroffen. De stenen werktuigen van de vroege pastorale periode-volkeren verschilden niet van de eerdere jagers-verzamelaars uit de Centrale Sahara van de Vroege Acacus.  
De vroege pastorale periode volkeren ontwikkelden een begrafenistraditie waarbij rotsschuilplaatsen (bijvoorbeeld Fozzigiaren, Imenennaden, Takarkori) in de Tadrart Acacus-regio werden gebruikt als speciale locaties voor het begraven van de doden (met name vrouwen en kinderen). In de tijd van de midden-pastorale periode volkeren werd deze traditie echter niet meer beoefend. De vroege pastorale periode-volkeren begroeven meer van hun doden in vergelijking met de late middenpastorale periode-volkeren, wat ten minste gedeeltelijk te wijten was aan seizoensgebonden bewoning en mogelijk aan de ontdekking van eerdere begrafenissen door de vroege pastorale periode volkeren. De vroege herdersvolkeren begroeven hun doden in met stenen bedekte grafheuvels, waarbij de doden met stenen werden bedekt.  
Op verschillende soorten megalithische structuren (bijvoorbeeld stenen opstellingen, staande stenen, corbeilles - ceremoniële monumenten) op het Messak-plateau zijn gegraveerde rotstekeningen gevonden. 
Bij de abri van Takarkori maakten de vroege pastorale periode-volkeren tussen 5.400 en 4.400 v.Chr. gebruik van vuurplaatsen.  

### Middenperiode
Het klimaat in de Centrale Sahara was gunstig tijdens de vroege pastorale periode en de midden-pastorale periode. Tussen de twee periodes was er een droge periode, die duurde van 5.300 v.Chr. tot 4.900 v.Chr. 
De midden-pastorale periode (5.200 - 3.800 v.Chr.) is de periode waarin de meeste pastorale rotstekeningen zijn ontstaan. In de regio Messak in het zuidwesten van Libië zijn resten van runderen aangetroffen in de buurt van rotstekeningen waarop runderen zijn afgebeeld (bijvoorbeeld rituelen van veeoffers). In de buurt van deze rotstekeningen worden ook vaak stenen monumenten aangetroffen.     
In de regio's Acacus en Messak in het zuidwesten van Libië ontwikkelde zich een complete veehouderij met bijvoorbeeld zuivelproductie. Half-sedentaire nederzettingen werden door de volkeren van de midden-pastorale periode seizoensgebonden gebruikt, afhankelijk van de weersomstandigheden (bijvoorbeeld de moesson).  
De meander van Wadi Bedis telde 42 stenen monumenten (voornamelijk corbeilles, stenen bouwwerken en platforms, grafheuvels). Er werden aardewerk (zoals potscherven) en stenen werktuigen gevonden, samen met negen monumenten met gegraveerde rotstekeningen. Van 5200 v.Chr. tot 3800 v.Chr. werden er dieren begraven. Er werden negen, voornamelijk met stempels gedecoreerde, aardewerken vaten gevonden,en zestien stenen knotsen. Sommige stenen knotsen, die letterlijk of symbolisch werden gebruikt om runderen te slachten, werden ceremonieel bij de kop van geofferd runderen of bij stenen monumenten geplaatst. Er werden ook geiten of kleine hoefdieren aangetroffen. Hoewel de mogelijke reden (bijvoorbeeld een beroep op regen, het overbrengen van culturele identiteit, de dood, het uitdrogen van de Sahara, initiatie, huwelijk, transhumance) voor deze veeofferceremonies niet kan worden geverifieerd, kan het zo zijn dat ze plaatsvonden tijdens gebeurtenissen waarbij verschillende herdersgroepen bijeenkwamen.  
Bij de rotsschuilplaats Takarkori ontwikkelden de midden-pastorale periode volkeren tussen 6100 en 5100 BP een volledig op rundveeteelt gebaseerd economisch systeem. De volkeren van de midden-pastorale periode regio, die seizoensgebonden rotsschuilplaatsen bewoonden, begroeven hun doden in kuilen op verschillende dieptes. In de rotsschuilplaats van Takarkori werden dertien menselijke resten gevonden, waaronder twee vrouwelijke resten die een onvolledige, natuurlijke mummificatie hadden ondergaan. Deze werden gedateerd op de midden-pastorale periode (4100 - 3000 v.Chr.). Meer specifiek, met betrekking tot de mummies, werd een van de natuurlijk gemummificeerde vrouwen gedateerd op 400 v.Chr. (6090 ± 60 BP) en de andere op 3600 v.Chr. (5600 ± 70 BP). Deze twee waren de eerste gedateerde mummies die een histologisch onderzoek ondergingen. De tvrouwen droegen basale haplogroep N, zeldzaam in Afrika en waarschijnlijk ontstaan in Eurazië. 
In 3000 v.Chr. nam de ontwikkeling van megalithische monumenten in de Centrale Sahara toe. In de Centrale Sahara ontstond in de midden-pastorale periode een grafheuvels-traditie, welke transformeerde in de late pastorale periode. 

### Late periode
Tijdens de late periode was er mogelijk sprake van een aanzienlijk verdroging van de omgeving, met door de wind veroorzaakte erosie van de rotswanden. Na 3.000 v.Chr. vond er mogelijk een fysieke afbraak van rotswanden plaats, toen er in de hele regio van de Sahara sprake was van intense droogte en er een landschap ontstond dat leek op een steppe- en woestijngebied (bijvoorbeeld graslanden met Chenopodiaceae, composieten, psammofiele planten).  
In de rotstekeningen van de Centrale Sahara nam het aantal dieren dat geassocieerd wordt met de moderne savanne af, terwijl het aantal dieren die geschikt waren voor droge omgevingen en dieren geassocieerd met de moderne Sahel toenamen.   
De rotsschuilplaatsen in bergachtige gebieden werden mogelijk minder vaak gebruikt, en waterlichamen (bijvoorbeeld meren) in de vlaktes begonnen sebkhas te worden, wat ertoe leidde dat nederzettingen in die gebieden een tijdelijk karakter kregen. Als gevolg hiervan begon het pastoralisme steeds meer nomadische vormen aan te nemen, en de brede verspreiding van nederzettingen uit de late pastorale periode (bijvoorbeeld de edeyen van Murzuq, de erg van Uan Kasa, Mesak Settafet, Tadrart Acacus, wadi Tanezrouft). Op vindplaatsen uit de late pastorale periode zijn enkele stenen werktuigen en aardewerk gevonden, evenals bewijs van veeteelt met schapen/geiten. Bij Takarkori hielden de late pastorale periode-volkeren zich tussen 3.000 en 2.200 v.Chr. bezig met seizoensgebonden geitenhoeden, en begon een eeuwenlange traditie van het creëren van megalithische monumenten en begraafplaatsen met stenen grafheuvels die in 3.000 v.Chr. meestal ver van de woongebieden lagen.  

### Eindperiode
Tijdens de eindperiode (1500 - 700 v.Chr.) werd de omgeving steeds droger en er ontstonden oases. Dit was een overgangsperiode van nomadisch pastoralisme naar een steeds sedentairder bestaan. De laatste herdersvolkeren waren verspreide, semi-sedentaire groepen die transhumance beoefenden. Grotere grafheuvels werden apart van elkaar aangelegd, terwijl kleine grafheuvels dicht bij elkaar lagen. De laatste herdersvolkeren hielden kleinvee (bijvoorbeeld geiten) en maakten steeds meer gebruik van planten. Bij de rotsschuilplaats Takarkori creëerden de eind-pastorale periode-volkeren begraafplaatsen voor honderden individuen, die luxegoederen en trommelachtige architectuur van niet-lokale afkomst bevatten, rond 3000 v.Chr., wat de weg vrijmaakte voor de ontwikkeling van de Garamanten-beschaving. 

## Mensentypen
Bij de rotsschuilplaats Uan Muhuggiag in de regio Acacus bevond zich een kindmummie (5405 ± 180 BP) en een volwassene (7823 ± 95 BP/7550 ± 120 BP). In de regio Tassili n'Ajjer, bij de rotsschuilplaats Tin Hanakaten, werd een kind aangetroffen (7900 ± 120 BP/8771 ± 168 cal BP), met schedelmisvormingen als gevolg van ziekte of kunstmatige schedelmisvormingen die gelijkenissen vertonen met misvormingen die werden uitgevoerd onder Nigerianen uit het neolithicum, evenals een ander kind en drie volwassenen (9420 ± 200 BP/10.726 ± 300 cal BP). Op basis van onderzoek naar de mummie van het Uan Muhuggiag-kind en het Tin Hanakaten-kind, bevestigden de resultaten dat deze volkeren uit de Centrale Sahara uit de epipaleolithische en pastorale periodes een donkere huidskleur hadden. Soukopova (2013) concludeert aldus: “De osteologische studie toonde aan dat de skeletten konden worden onderverdeeld in twee typen, het eerste Zwart-Afrikaanse type met enige mediterrane affiniteiten, het andere een robuust negroïde type. Zwarte mensen met een verschillend uiterlijk leefden daarom al in het 10e millennium BP in de Tassili en hoogstwaarschijnlijk in de hele Centrale Sahara.”  
Neolithische landbouwers, die mogelijk in Noordoost-Afrika en West-Azië woonden, kunnen de bronpopulatie zijn geweest voor lactase-persistentievarianten, waaronder -13910*T, en kunnen later zijn verdrongen door latere migraties van volkeren. De Fulbe uit het ten zuiden van de Sahara gelegen West-Afrikaanse gebied, de Toeareg uit Noord-Afrika en vroege Europese landbouwers, die afstammelingen waren van deze neolithische landbouwers, delen de lactasepersistentievariant -13910*T. Hoewel de Fulbe-variant van -13910*T door zowel Fulbe- als Toeareg-herders wordt gedeeld, heeft de Fulbe-variant, vergeleken met de Toeareg-variant, een langere periode van haplotype-differentiatie ondergaan. De Fulbe-lactasepersistentievariant -13910*T kan zich, samen met de veehouderij, verspreid hebben tussen 9686 en 7534 BP, mogelijk rond 8500 BP. Ter ondersteuning van dit tijdsbestek voor de Fulbe is er bewijs dat herders zich in de Centrale Sahara ten minste rond 7500 BP al bezighielden met melken.   

## Afbeeldingen

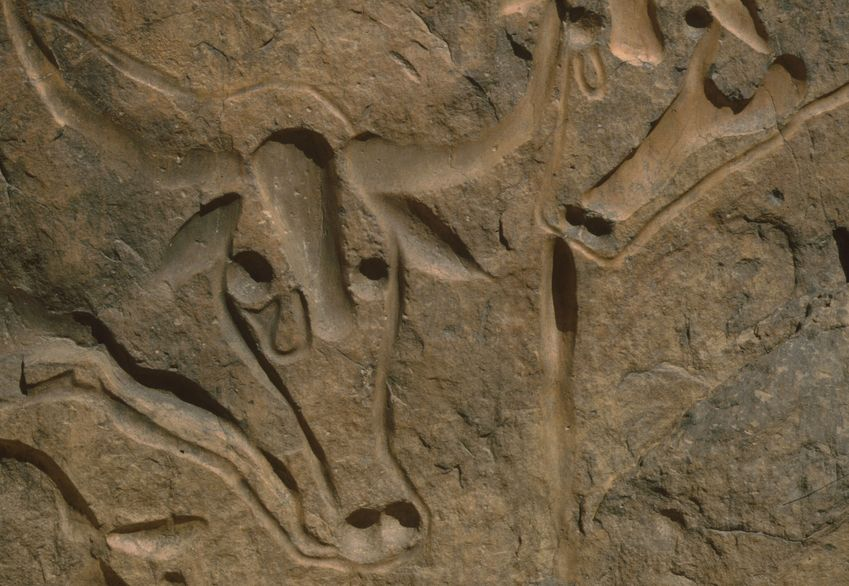
Terarat, Tassili n'Ajjer, Algerije
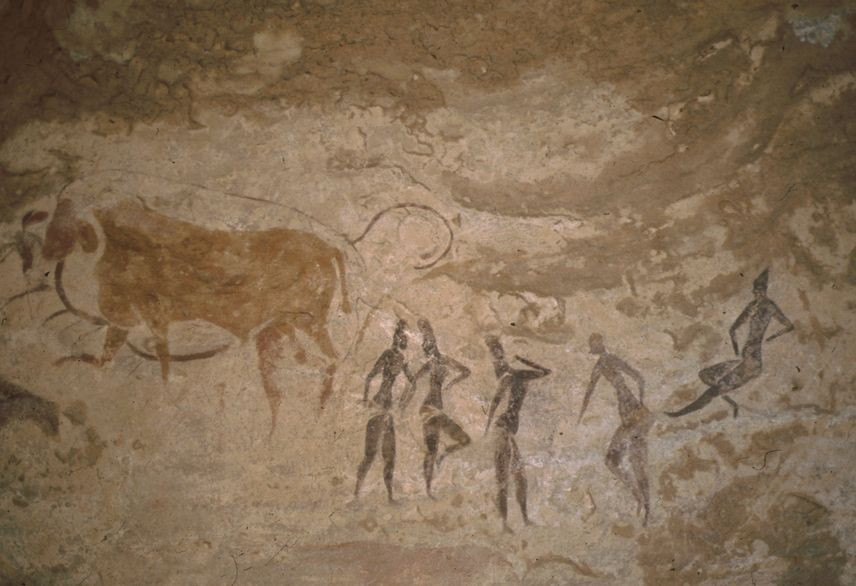
Jabbaren, Tassili n'Ajjer, Algerije
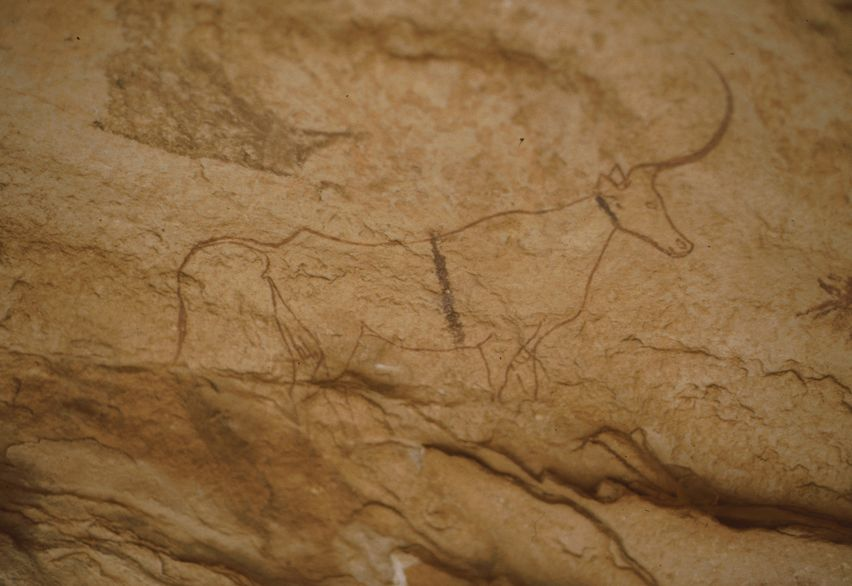
Jabbaren, Tassili n'Ajjer, Algerije
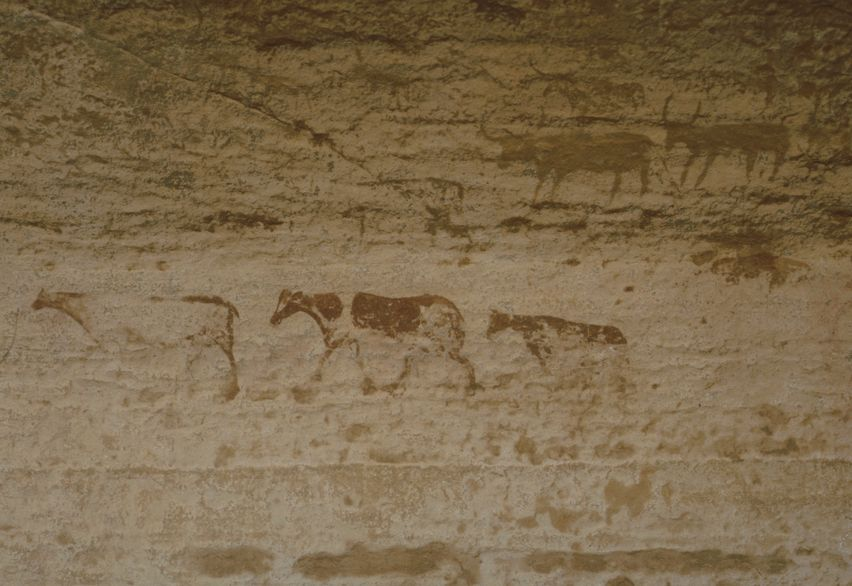
Jabbaren, Tassili n'Ajjer, Algerije
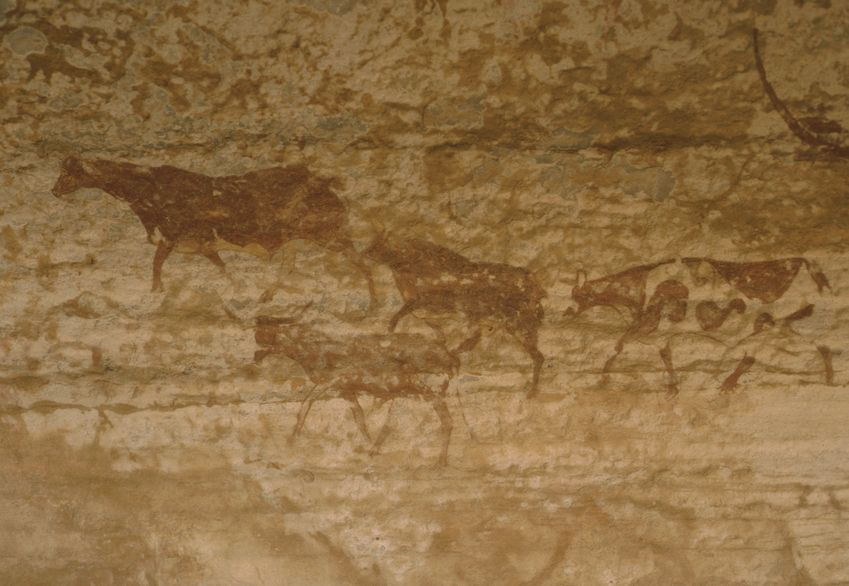
Jabbaren, Tassili n'Ajjer, Algerije
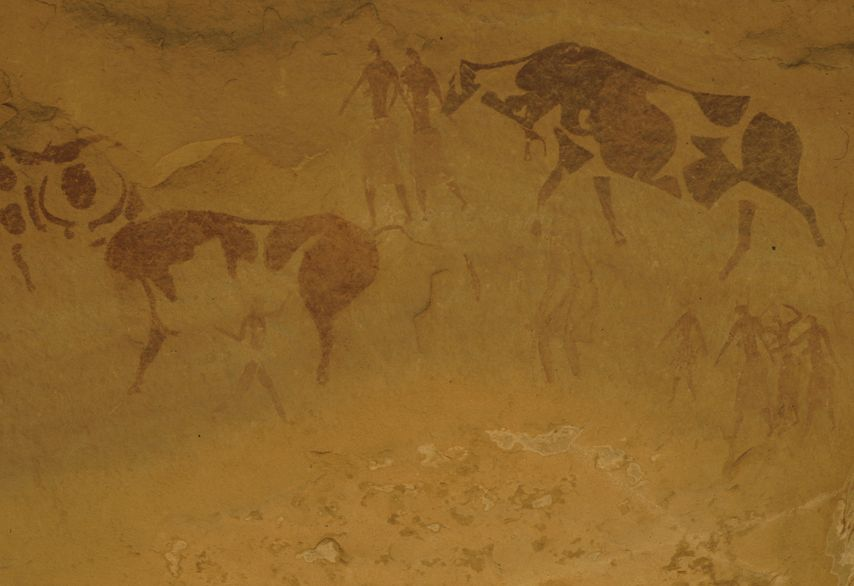
Jabbaren, Tassili n'Ajjer, Algerije
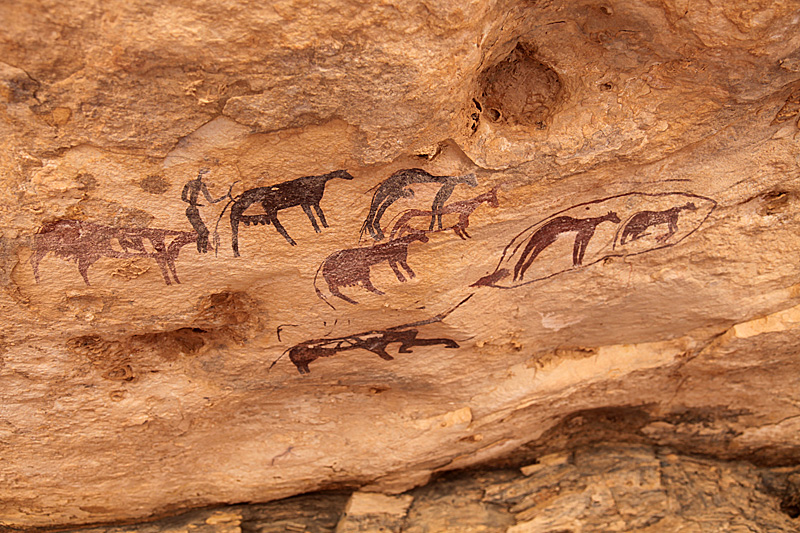
Karkur Talh, Jebel Uweinat (Soedan/Egypte)
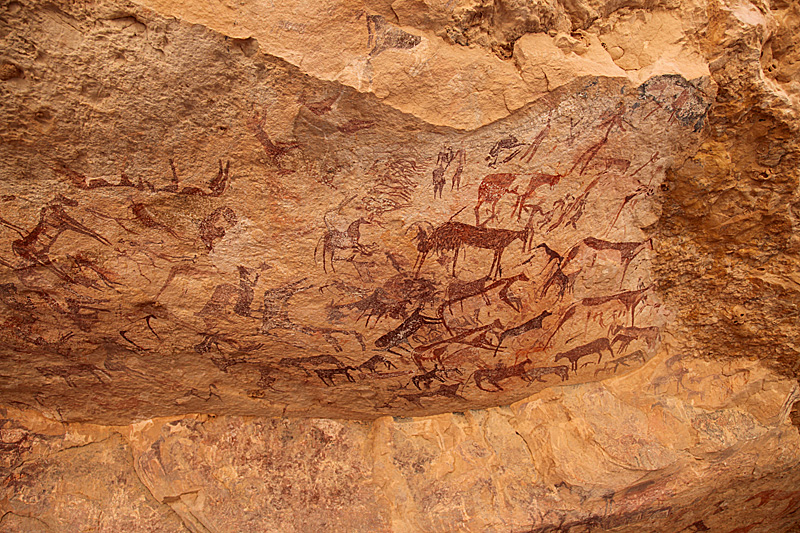
Karkur Talh, Jebel Uweinat (Soedan/Egypte)